# 後藤純男
後藤純男（ごとう すみお、1930年1月21日— ）、是日本畫的畫家。
1930年出生於千葉縣的真言宗佛門，16歲時成為山本丘人的弟子，之後在田中青坪的指導下學習日本畫。 1952年作品“風景”首次在院展入選。此後，榮獲日本美術院獎（大觀獎）及內閣總理大臣獎等多項大獎，2016年榮獲日本日本藝術院獎-恩賜獎，成為日本畫壇舉足輕重的畫家。自1988年至1997年在東京藝術大學任職講授並培養晚輩。日本美術院會員、東京藝術大學名譽教授，以及中國西安美術學院名譽教授，致力於國際貢獻。同時在美術館附設的工作室中積極從事創作。2016年10月因敗血症逝世，享壽86歲。

## 簡歷
- 1930年（昭和5） 出生於千葉縣東葛飾郡關宿町，為真言宗住持之子。

- 1946年（昭和21） 成為山本丘人的弟子。

- 1949年（昭和24） 經由山本丘人的介紹成為田中青坪的弟子。

- 1952年（昭和27） 作品“風景”首次入選再興第37屆日本美術院展覽會（院展）

- 1965年（昭和40） 作品“寂韻”榮獲再興第50屆院展日本美術院獎（大觀獎）。被推薦為日本美術院特別禮遇人士。

- 1969年（昭和44） 作品“淙想”榮獲再興第54屆院展日本美術院獎（大觀獎）。

- 1974年（昭和49） 獲推薦加入日本美術院。 1976年（昭和51） 作品“仲秋”榮獲再興 第61屆院展文部大臣獎。

- 1979年（昭和54） 以“現代日本繪畫展”代表團的一員首次訪問中國。 1986年（昭和61） 作品“江南水路之朝”榮獲再興第61屆院展內閣總理大臣獎。 榮任中國-西安美術學院名譽教授。

- 1988年（昭和63） 於高野山東京別院揮毫襖繪“高野山的四季”。榮任東京藝術大學教授（美術學部）。主要弟子、後藤仁[3]。 （1997年退休）

- 1990年（平成2） 作品“百濟觀音畫像”於“法隆寺秘寶展”中展出。

- 1992年（平成4） 在“刈谷市美術館”舉辦“建館10週年紀念 後藤純男展”

- 1993年（平成5） 於奈良長谷寺揮毫襖繪“夏冬山水”。

- 1995年（平成7） 舉辦首次海外個展“後藤純男展”（巴黎三越Etoile），於“日本橋三越本店”舉辦“巴黎歸國紀念 後藤純男展”

- 1996年（平成8） “東京藝術大學資料館”舉辦“後藤純男退休紀念展”。

- 1997年（平成9） “後藤純男美術館”於北海道上富良野落成開幕。

- 1999年（平成11） 於東京高幡不動尊金剛寺揮毫襖繪“桂林山水朝陽夕妝”。

- 2000年（平成12） 成為日本美術院理事。

- 2001年（平成13） “後藤純男工作室”於中國西安美術學院研究棟內落成。“晚鐘室生”於東京藝術大學美術館舉辦的“日本書畫100年展”展出。

- 2002年（平成14） 於於北海道近代美術館 舉辦“後藤純男展”。

- 2005年（平成17） 於日本橋三越本店等4店 舉辦“喜壽紀念 後藤純男展”。

- 2006年（平成18） 於春季授勳榮獲“旭日小勳章”獎。舉辦“流山市市製40週年紀念 後藤純男展”。

- 2007年（平成19） 舉辦“千葉SOGO開店40週年紀念 後藤純男展”。舉辦“山形屋株式會社設立90年紀念後藤純男展”。

- 2010年（平成22） 舉辦“松伏町町制40週年紀念後藤純男展” 2012年（平成24） 舉辦“後藤純男美術館15週年，後藤純男畫業60週年紀念”“橫濱SOGO美術館 後藤純男展”。舉辦“田野原重明先生健康管理演講”。

- 2016年（平成28） 成為東京藝術大學名譽教授。作品“大和之雪”榮獲第72屆日本藝術院獎-恩賜獎。10月死亡。

日本美術院會員、東京藝術大學名譽教授、中國西安美術學院名譽教授。

## 主要弟子
- 後藤仁

## 脚注
1. ↑  「GRAPHIC日本画年鑑」2005年版～2014年版、マリア書房（日本國）
2. ↑  「後藤純男美術館 小冊」2016年、後藤純男美術館（日本國）
3. ↑  http://gotojin.web.fc2.com/ （页面存档备份，存于） 後藤仁 官方网站Internet website「後藤 仁（GOTO JIN）畫室」

## 外部連結
- 後藤純男美術館 （页面存档备份，存于）